# Distretto di Kairuku-Hiri
Il distretto di Kairuku-Hiri, in inglese Kairuku-Hiri District, è un distretto della Papua Nuova Guinea appartenente alla Provincia Centrale. Ha una superficie di 10.215 km² e 63.000 abitanti (stima nel 2000)